# Udbytte (kemi)
 For alternative betydninger, se Udbytte. (Se også artikler, som begynder med Udbytte)
I kemi er udbytte eller reaktionsudbytte den mængde mol af produkt, der bliver dannet ved kemisk reaktion af en eller flere reaktanter. Den bliver normalt udtrykt som en procent.
Udbytte er en af de primære faktorer som videnskabsfolk bruger i organisk og uorganiske synteseprocesser.
I kemisk reaktionsteknik er "udbytte", "omdannelsesgrad" og "selektivitet" begreber der brbuges til at beskrive, hvor meget af en reaktant der forbruges (omdannes), hvor meget produkt der dannes (udbytte) i relation til det ønskede produkt (selektivitet", der repræsenteres ved X, Y og S.
Udbytte kan beregnes ved følgende formel: